# Luis Brito (fotógrafo)
Luis Brito (nacido como Luis Enrique Brito, Rio Caribe - Venezuela el 5 de enero de 1945 -Caracas - Venezuela muere el 1 de marzo de 2015) fue un fotógrafo venezolano, galardonado con el Premio Nacional de Cultura Mención Fotografía (1996).

## Reseña biográfica

### Inicios
Luego de culminar sus estudios de bachillerato en la Escuela Técnica Luis Caballero Mejías, en Caracas, Luis Brito estudió cine con Antonio Llerandi en 1964 en el Ateneo de Caracas. En 1966 en la misma ciudad, empezó a trabajar en el Instituto Nacional de Cultura y Bellas Artes (Inciba), en el área de administración y posteriormente en el departamento de fotografía. Hacia 1970 el fotógrafo Vladimir Sersa lo inició en el oficio, y Tito Caula, también fotógrafo, lo animó a continuar. En 1971 empezó a dirigir el departamento de fotografía del Inciba, cargo que ocupó hasta 1976. En sus inicios trabajó de manera autodidacta, con la guía de Sersa y dedicando las noches en el laboratorio del Inciba a practicar técnicas de revelado y copiado. Como muchos jóvenes fotógrafos venezolanos de la época, pasó por las clases de fotografía de Carlos Herrera, en la Facultad de Ciencias de la Universidad Central de Venezuela. En 1975 creó El Grupo,un colectivo de fotógrafos formado por Brito, Vladimir Sersa, Jorge Vall, Ricardo Armas, Fermín Valladares y Alexis Pérez-Luna. Entre otras actividades, El Grupo realizó la exposición itinerante A gozar la realidad (1976) que reflejaba el contraste entre la Venezuela alocada y dispendiosa de entonces y el país pobre en el que vivían muchos venezolanos.
En 1975 Brito realizó su primera serie fotográfica, titulada Los desterrados, sobre la Semana Santa caraqueña, que constituye su primera exposición individual (Sala Ocre, Caracas, 1976). En este conjunto de fotografías, trabajó algunos de los temas que más le interesaban y que son recurrentes en su obra: la religión, la soledad, la locura, la vejez y la muerte. Desarrolló en este trabajo algunas de las virtudes plásticas que lo caracterizaron, como son los encuadres sugerentes, los contrastes y los planos muy cercanos. Ese mismo año registró escenas del manicomio de Anare, burlando la portería del recinto disfrazado de enfermero. Esta serie se titula Crímenes de paz (también llamada Anare, 1976), y en ella logró escenas dramáticas de los pacientes, en las que plasmó la soledad, la locura y el abandono de los internos. Por esa época fotografió danza y teatro para la revista Escena, disciplinas que, según Brito, exigen grandes contrastes partiendo del negro absoluto, eliminando los grises y con áreas focalizadas de luz.

### Viaje a Europa
A finales de 1976 viajó a Roma, y entre 1978 y 1979 estudió cine en el Centro de Formación Profesional Don Orione, con una beca del Consejo Nacional de la Cultura de Venezuela. Viajó por diversos países de Europa, y por Egipto e India. Algunas de las series fotográficas de esta etapa fueron producidas entre Roma, Venecia, El Cairo, París, Sevilla y Barcelona. De ese período es la serie Invertebrados éramos (1980-1981), en la que Brito cuestiona el rumbo tomado por los seres humanos y la necesidad de la vuelta a los orígenes. En 1978 en Roma y 1980 en Caracas, fotografió a Lindsay Kemp en su camerino en sesiones de maquillaje, en esas imágenes registró seres que se sumergen en el universo femenino. A finales de los setenta trabajó en la serie A ras de tierra (1978-1980), donde se concentró en una diversa y variada gama de pies y zapatos, en imágenes despojadas del drama de fotos previas, y en las que se permitió explorar el contraste con las texturas y los juegos de luz del piso. Brito expuso esta serie en la Galería Spectrum de Barcelona (España) en un pequeño formato, casi de contacto. En esta ciudad registró planos muy cercanos de rostros de ancianos marcados por dos guerras mundiales y una civil. De allí surgió la serie Geografía humana (1979-1982), en donde la textura de la piel muestra una generación marcada por la infelicidad. Con la serie Segundo piso, tercera sección (1985-1986) reunió las fotos de detalles de manos de múltiples sujetos, en las que se reflleja la identidad del ser humano.
En Barcelona (España), Brito desarrolló la serie Relaciones paralelas (1983-1984), en la que combinó dos imágenes delimitadas una por el óvalo en la parte superior y otra por un rectángulo en la parte inferior. Ambas imágenes están asociadas por un acertijo visual que se presenta al espectador y que puede ser descifrado a partir de la experiencia visual y de los elementos que presenta el fotógrafo. (19). En esa época viajó a Sevilla, y por casualidad se encuentra con las celebraciones de la semana mayor. Surgió la serie Sevilla (algunas veces mencionada como Semana Santa en Sevilla, 1986), con fotos tomadas en un lapso de ocho horas. En estas imágenes revisó los rituales de fe que lo llevaron a reencontrarse con sus orígenes como fotógrafo, siempre con el predominio del contraste de blancos y negros. El fotógrafo Ricardo Armas insistió en la calidad de este material y tuvo un importante rol en el copiado final de esta serie, así como en la selección de las fotos que la componen.

### Regreso a Venezuela
Volvió a Venezuela en 1985 y comenzó a trabajar en color. En sus recorridos por el país, fotografió cementerios en Caracas, Maracaibo, Valencia y Ciudad Bolívar para concluir la serie ¿Recuerdas a Eleanor Rigby? (1980-1989), que había iniciado en un cementerio de El Cairo luego de enterarse del asesinato de John Lennon. Además de los cementerios de las ciudades mencionadas, la serie también incluye imágenes de cementerios de Nápoles, Barcelona-España, y de Buenos Aires. Los ángeles son fotografiados contra el fondo azul del cielo apuntando por primera vez su lente hacia el cielo.
Los murales del terminal de pasajeros de Carúpano fueron la inspiración para la serie El jardín del horror (1993), en donde el kitsch y la decadencia de Venezuela son la base para manifestar su preocupación por lo urbano frente al hombre.
La tortilla milagrosa, un viaje a través del ojo del pescao (1994), es una serie que surgió de un viaje junto a los fotógrafos Ramón Lepage y Ricardo Armas a Chacopata (Estado Sucre, Venezuela), en el que fotografió casas derruidas y niños jugando en paisajes desérticos contra fondos de cielos límpidos y que fue exhibida en la Alianza Francesa en 1995. Otra serie que desarrolló durante sus viajes por el interior del país fue Retorno visual al soberbio Orinoco (1993) junto a los fotógrafos Ramón Lepage y Henry Gonzalez.
En 1996 le fue otorgado el Premio Nacional de Fotografía, y ese mismo año expuso su serie Semana Santa en Sevilla en el Museo del Bronx en Nueva York.
En 2000 El Museo de Bellas Artes de Caracas realizó una exposición antológica de su obra. En esa exhibición presentó por primera ver el filme Sabú y sus perros, filmada en 1976 por Luis Brito y editada en 2000 por el cineasta Iván Feo. El tema central del film es un hombre desquiciado que vive en la indigencia con un centenar de perros. Brito, a través de las imágenes de Sabú reveló una poética de lo incongruente, con un respetuoso acercamiento a la locura Imágenes de Sabú aparecen en otras de sus series como Desterrados y Relaciones paralelas.
En 2001 realizó la serie Tosca, con retratos de la actriz Marialejandra Martín en el rol de Floria Tosca en la película de Iván Feo, Tosca, la verdadera historia. Ese mismo año fotografió las muñecas de Armando Reverón (serie Están allí), sobre fondos negros, con encuadres reveladores y en algunos casos, planos muy cercanos que permiten ver los detalles, colores y texturas de las muñecas. Al año siguiente realizó el registro fotográfico de los palmeros de Chacao, con la serie Días antes, otra manera de acercarse a los rituales de la Semana Santa, y posteriormente Nosotros los adoradores (2006). En 2012 trabajó la serie Evanescencias, inspirada por el fallecimiento del crítico de arte Juan Carlos Palenzuela. Ese año también produjo las series Nadadores de mi pueblo y Tributo a ellos, y al año siguiente realizó Espíritu expuesto, una exposición antológica de su obra en la Sala TAC (Caracas).
A lo largo de su carrera Brito realizó numerosos retratos, en diversas situaciones y momentos. Desde los fieles religiosos en las procesiones, hasta los pacientes del centro psiquiátrico de Anare, pasando por los habitantes del campo venezolano, los amigos más cercanos con sus familias, un grupo de sobrevivientes de accidentes de tránsito, los asistentes a marchas políticas, actores de teatro, y muchas personas anónimas de la calle. En muchos casos se aprecia una gran cercanía física, entre el fotógrafo y el retratado. Según Antonlín Sánchez, es notorio en algunos de estos retratos el uso poco ortodoxo del lente gran angular, pues para obtener un plano cercano con este lente hay que acercarse mucho al modelo. Sánchez comenta que la clave de los retratos de Brito, con o sin gran angular, era la cercanía emocional, que refleja la necesidad del fotógrafo de sentir el dolor o la alegría del retratado.
En algunos círculos entre los críticos, los fotógrafos y sus amigos, fue conocido como Luis Gusano Brito. Aunque este seudónimo fue utilizado desde su juventud en el ámbito privado, al final de su carrera, periodistas y críticos comenzaron a utilizarlo frecuentemente al referirse a su obra. En 2015 el Ateneo de Caracas realizó una exposición en su homenaje, titulada Planeta Gusano y en 2016 la Galería Dina Mitrani (Miami) otra titulada Querido Gusano.

### Publicaciones y exposiciones colectivas
Publicó sus imágenes en reconocidas revistas y periódicos de Venezuela, como Imagen, Revista Nacional de Cultura, Escena, Papel Literario, El Nacional, entre otros. En Argentina colaboró con la revista Crisis y en Italia con El Correo della Sera. Luis Brito participó en exhibiciones colectivas de importancia como Primera muestra de fotografía contemporánea venezolana (Museo de Bellas Artes de Caracas, MBA, 1982), Los Venezolanos (The Photographers Gallery, Londres, 1982), Fotografía Venezolana Actual (São Paulo, 1985), Fotógrafos Latinoamericanos en Europa (Bruselas, 1986), Bienal de Arte de La Habana (1987), Imágenes del Silencio: Fotografía Latinoamericana y del Caribe en los ochenta (Museo de Arte Moderno de América Latina, OEA, Washington, Nueva York y Puerto Rico, 1989), FotoFest (Houston, 1992), entre otras.

## Reconocimientos
- 1971- Segundo premio, VIII Salón Nacional de Arte Fotográfico, Foto Club Caracas.
- 1978- Segundo premio, categoría blanco y negro, XII Salón Nacional de Arte Fotográfico, Maracaibo.
- 1985- Premio CONAC Luis Felipe Toro, Tercera categoría, Consejo Nacional de la Cultura. Caracas, Venezuela.
- 1986- Segundo Premio (compartido con José Sigala), I Concurso de Fotografía Estée Lauder El eterno arte del maquillaje, Galería Los Espacios Cálidos, Ateneo de Caracas, Venezuela.
- 1996- Premio Nacional de Fotografía. Consejo Nacional de la Cultura. Venezuela. Premio Nacional de Fotografía de Venezuela
- 1996- Maestro Honorario, Asociación Venezolana de la Comunidad Fotográfica y Afines (AVECOFA), Venezuela.

## Exposiciones individuales
- 1976- Los desterrados. Fotografías de Luis Brito. Sala Ocre, Caracas, Venezuela.
- 1977- Sobre la locura. La Habana, Cuba.
- 1978- Imágenes de Venezuela (Giornate Culturali del Venezuela). Instituto Italo Latinoamericano, Roma, Italia.
- 1978- El silencio. Galería Vecchia Talpa. Roma, Italia.
- 1978- Crimini di Pace. Galería Vecchia Talpa. Roma, Italia.
- 1978- Los crímenes de Paz. Casa de las Américas. La Habana, Cuba
- 1978- Sobre la locura. Jornadas Culturales de Venezuela, Roma, Italia.
- 1979- Luis Brito. Centro Culturale dell'Immagine «Il Fotogramma», Roma, Italia.
- 1979- Guardati intorno (Mira a tu alrededor). Consejo Venezolano de la Fotografía (antigua Fototeca), Caracas, Venezuela.
- 1979- Innombrable. Palacio de las Exposiciones, Mentana, Italia.
- 1979- Sobre la locura: visión de Anare. Centro Venezolano de Cultura, Bogotá, Colombia.
- 1980- Raso terra (A ras de tierra). Centro Culturale dell'Immagine «Il Fotogramma», Roma, Italia.
- 1980- A ras de tierra. Galería Spectrum Canon, Barcelona, España.
- 1980- Los desterrados. Galería Spectrum Canon, Barcelona, España.
- 1980- A ras de tierra. Instituto Italo Latino Americano, Roma, Italia.
- 1980- A ras de tierra. Akhnaton Gallery, El Cairo, Egipto.
- 1980- A ras de tierra. Galería La Otra Banda, Mérida, edo. Mérida, Venezuela.
- 1981- A ras de tierra. Museo Municipal de Artes Gráficas, Maracaibo, Venezuela.
- 1981- A ras de tierra. Galería La Otra Banda, Mérida, Venezuela.
- 1982- Luis Brito. Galería Spectrum Canon, Barcelona, España.
- 1982- Luis Brito. Fotografies. Galería Spectrum Canon, Girona, España.
- 1982- Luis Brito. Galería Primer Plano, Barcelona, España.
- 1983- Rostros de la ira / A ras de tierra. Centro Cultural LEA, Barquisimeto, Venezuela.
- 1983- Fotografías de Luis Brito, Roter Turm, Weinheim, Alemania Occidental.
- 1984- Luis Brito (Relaciones paralelas). Galería Primer Plano, Barcelona, España.
- 1985- A ras de tierra. Galería de Arte Vigo, España.
- 1985- A ras de tierra y rostros. Galería Los Espacios Cálidos, Ateneo de Caracas, Venezuela.
- 1985- Luis Brito. Galerie Vrais Rêves, Lyon, Francia.
- 1985- Luis Brito. Salón de Exposiciones de la Agrupación Fotográfica de Guadalajara, Guadalajara, España.
- 1986- Rostros. Fotografías de Luis Brito. Galería La Otra Banda, Mérida, Venezuela.
- 1986- Geografía humana. Casa de la Cultura, Barcelona, Venezuela.
- 1986- Geografía humana. Sala de exposiciones del Banco de Bilbao, en el marco del Primer Mes de la Fotografía Iberoamericana, Huelva, España.
- 1986- II Encuentro Internacional de la Fotografía latinoamericana en Europa 1986/1987. Galería Espacio Latinoamericano de Bruselas, Bruselas, Bélgica.
- 1986- A ras de tierra. Encuentro Internacional de Fotografía de Arles, Francia.
- 1987- Relaciones paralelas. Galería La Fotografía, Ateneo de Caracas, Venezuela.
- 1987- Segundo piso, tercera sección. Galería Grafis, Maracaibo, Venezuela.
- 1987- Segundo piso, tercera sección. Galería Fotográfica Mandril, Mérida, Venezuela.
- 1987- A ras de tierra. Palacio de las exposiciones, en el marco del Segundo Mes de la Fotografía Iberoamericana, Huelva, España.
- 1987- Segundo piso, tercera sección. Galería Haydeé Santa María, Casa de las Américas, La Habana, Cuba.
- 1987- Luis Brito y Ricardo Armas. Museo de Arte Contemporáneo de Caracas, Caracas, Venezuela.
- 1988- Segundo piso, tercera sección. Palacio de las exposiciones, en el marco del Tercer Mes de la Fotografía Iberoamericana, Huelva, España.
- 1988- Invertebrados éramos. Universidad de Los Andes, en el marco del Simposio Nacional de Fotografía, San Cristóbal, Venezuela.
- 1988- Relaciones paralelas. Fotografías de Luis Brito. Centro Cívico de San Cristóbal, en el marco del II Simposio Nacional de la Fotografía, Venezuela.
- 1989- ¿Recuerdas a Eleanor Rigby? Galería Propuesta Tres, Caracas, Venezuela.
- 1989- A ras de tierra. Casa de la Cultura, Santa Fe, España.
- 1990- ¿Recuerdas a Eleanor Rigby? Galería Tartessos, Barcelona, España.
- 1990- Antolín Sánchez y Luis Brito. Galería de Arte Gala, Valencia, Venezuela.
- 1992- Luis Brito. Sala de exposiciones del Banco de Bilbao, España.
- 1992- A ras de tierra. Casa de las Américas, La Habana, Cuba.
- 1992- A ras de tierra. Sala de exposiciones de la Biblioteca Central de México, Ciudad de México, México.
- 1993- Cultura y patrimonio en Ciudad Bolívar. Realidades de una gestión 1990-1993. Centro de Las Artes, Ciudad Bolívar, Venezuela.
- 1993- Chacopata. Iglesia de Chacopata, estado Sucre, Venezuela.
- 1993- Chacopata. Sala de Arte Cadafe, Caracas, Venezuela.
- 1994- Sevilla. Galería Diafragma, Maracay, Venezuela.
- 1996- Semana Santa en Sevilla. The Bronx Museum, Nueva York, EE.UU.
- 1997- Semana Santa en Sevilla. Galería de Arte María Centeno, Centro Cívico Cultural de Río Caribe, Venezuela.
- 1997- Semana Santa. Sevilla 86. Sala de Arte SIDOR, Ciudad Guayana, Venezuela.
- 2000- Desterrados: antología fotográfica de Luis Brito. Museo de Bellas Artes, Caracas, Venezuela.
- 2001- Desterrados: antología fotográfica de Luis Brito. Sala Cultural PDVSA, Puerto La Cruz, Venezuela.
- 2001- La Tosca de Luis Brito. Sala Anexa, Galería Ateneo de Caracas, Venezuela.
- 2001- Río Caribe. Fundación Centro Cívico Cultural Río Caribe, Río Caribe, Venezuela.
- 2002- Desterrados: antología fotográfica de Luis Brito, Ateneo de Valencia, Venezuela.
- 2002- Los sefardíes. Vínculo entre Curazao y Venezuela. Centro de Arte La Estancia, Caracas, Venezuela.
- 2003- Domingo de ramos, Galería Móvil de la Fundación Cultural Chacao, Caracas, Venezuela.
- 2003- Los sefardíes. Vínculo entre Curazao y Venezuela. Universidad Simón Bolívar, Venezuela.
- 2004- Días antes. Plaza Francia de Altamira y Plaza Bolívar de Chacao, Caracas, Venezuela.
- 2004- Centro Comercial Galería Los Naranjos, Caracas, Venezuela.
- 2005- Están allí. Galería Spazio Zero, Caracas, Venezuela.
- 2006- Nosotros, los adoradores. Centro de Arte El Hatillo, Caracas, Venezuela.
- 2006- Hacedores de música. Museo Dimitrios Demu, Anzoátegui, Venezuela.
- 2007- Relaciones Paralelas. Galería Spazio Zero, Caracas, Venezuela.
- 2007- Están allí, Art Dealer Miami, EE.UU.
- 2009- Relaciones paralelas. Centro de Arte de Maracaibo Lia Bermúdez, Maracaibo, Venezuela.
- 2009- Armando Reveron's Dolls. Leonard Tachmes Gallery, Miami, EE.UU.
- 2011- Mementos, Luis Brito & Bernardo Olmo., ArtMedia Gallery, Miami, EE.UU.
- 2012- Ángeles en el Alto... imágenes de piedra y cielo. Restaurante Alto, Caracas, Venezuela.
- 2012- ¿Recuerdas a Eleanor Rigby? Sala Paul Giudicelli, Santo Domingo, República Dominicana.
- 2012- Viaje a través del ojo de un pescado. Organización Nelson Garrido (ONG), Caracas, Venezuela.
- 2013- Espíritu expuesto. Antología fotográfica de Luis Brito. sala TAC / Trasnocho Arte Contacto, Caracas, Venezuela.
- 2013- Lindsay Kemp, una noche en el camerino. Galería Artepuy, Caracas, Venezuela.
- 2013- Luis Brito. Fotografías. Donación a la colección. Museo de Arte Moderno de Bogotá, Colombia.
- 2014- Orinoco Abritado. Galería Cubo 7/Espacio Fotográfico, Caracas, Venezuela.
- 2015- De cerca. Luis Brito. Fundación BBVA Provincial, Caracas, Venezuela.
- 2015- Planeta gusano, Homenaje a Luis Brito. Ateneo de Caracas, Venezuela.
- 2015- Luis Brito. librería Lugar Común y Cubo7/ Espacio Fotográfico, Caracas, Venezuela.
- 2015- Algo... Homenaje a Luis Brito. Visions Centre d'll.lustració, Barcelona, España.
- 2015- Luis Brito en la colección de la ONG. Organización Nelson Garrido (ONG), Caracas, Venezuela.
- 2015- Luis Brito, fotógrafo. Fundación Seguros Caracas, Caracas, Venezuela.
- 2016- De cerca. Fotografías de Luis Brito. Centro de Arte de Maracaibo Lía Bermúdez, en el marco de FotoMaracaibo 2016, Maracaibo, Venezuela.
- 2016- De cerca. Luis Brito. Hotel Tamanaco, Caracas, Venezuela.
- 2016- Querido Gusano, Luis Brito in memorian. Dina Mitrani Gallery, Miami, EE.UU.
- 2017- Están allí. Galería Cesta República, en el marco de PhotoEspaña 2017, Madrid, España.
- 2017- De cerca. Fotografías de Luis Brito. Centro de Historia Larense, sede de la Fototeca de Barquisimeto, Venezuela.
- 2020 - Luis Brito. Paralelismos: selección de fotografías (1975/86) del archivo de la Fundación Luis Brito. Carmen Araujo Arte, Caracas, Venezuela.